# Gesellschaftsformation
Unter den Begriffen Gesellschaftsformation, Gesellschaftsform oder Gesellschaftssystem versteht man in der Soziologie, Politik- und Geschichtswissenschaft die historisch bedingte Struktur und soziale Organisationsform von Gesellschaften. Der vor allem von Karl Marx geprägte Begriff der Gesellschaftsformation umfasst dabei die Gesamtheit aller sozialen Verhältnisse, die eine bestimmte Gesellschaftsform von einer anderen Gesellschaftsform unterscheiden. Beispiele für Gesellschaftsformationen sind die antike Sklavenhaltergesellschaft, die mittelalterlich-feudale Gesellschaft, der moderne Kapitalismus oder der Kommunismus.

## Begriff
Der Begriff ist abzugrenzen von den Begriffen der Staatsform und des politischen Systems. Im Unterschied zu diesen, die nur Teilaspekte einer Gesellschaft umfassen, ist der Begriff der Gesellschaftsform weiter gefasst und umfasst auch nicht-staatliche soziale und kulturelle Praktiken, insbesondere auch ökonomische Aspekte. 

## Begriffsverwendung im Marxismus
Insbesondere in der marxistischen Theorie des Historischen Materialismus ist „Gesellschaftsformation“ ein zentraler Begriff. Er bezeichnet dort die Gesamtheit aller historisch-konkret vorfindbaren sozio-ökonomischen Verhältnisse einer bestimmten Gesellschaft. Laut Karl Marx bildet dabei in allen Gesellschaftsformen eine bestimmte Produktionsweise die „ökonomische Basis“ der Gesellschaft. Diese Basis wirke strukturierend und in letzter Instanz determinierend auf die übrigen gesellschaftlichen Erscheinungen, welche als Rechtsformen, politische Systeme und „herrschende Ideen“ den gesellschaftlichen „Überbau“ bilden. In einer berühmt gewordenen Formulierung schreibt Marx hierzu: 

„Die Gesamtheit dieser Produktionsverhältnisse bildet die ökonomische Struktur der Gesellschaft, die reale Basis, worauf sich ein juristischer und politischer Überbau erhebt und welcher bestimmte gesellschaftliche Bewußtseinsformen entsprechen. Die Produktionsweise des materiellen Lebens bedingt den sozialen, politischen und geistigen Lebensprozeß überhaupt. Es ist nicht das Bewußtsein der Menschen, das ihr Sein, sondern umgekehrt ihr gesellschaftliches Sein, das ihr Bewußtsein bestimmt.“

In neueren marxistischen Theorien – insbesondere bei Antonio Gramsci und Louis Althusser – sowie bei einigen Vertretern des Postmarxismus, etwa bei Ernesto Laclau, wird der Fokus stärker als bei Marx auf den gesellschaftlichen Überbau und die Kultur gelegt. Besonders dem Marxismus-Leninismus wird hier eine verkürzte „ökonomistische“ Auffassung von Geschichte vorgeworfen. Bereits bei Marx ist gleichwohl die dominante Rolle des Ökonomischen nicht als absolut zu verstehen. Im Gegenteil betont er die Möglichkeit von Ungleichzeitigkeiten und Widersprüchen zwischen Basis und Überbau, Materiellem und Ideellem. Dennoch ist für Marx klar:

„Eine Gesellschaftsformation geht nie unter, bevor alle Produktivkräfte entwickelt sind, für die sie weit genug ist, und neue höhere Produktionsverhältnisse treten nie an die Stelle, bevor die materiellen Existenzbedingungen derselben im Schoß der alten Gesellschaft selbst ausgebrütet worden sind. Daher stellt sich die Menschheit immer nur Aufgaben, die sie lösen kann, denn genauer betrachtet wird sich stets finden, daß die Aufgabe selbst nur entspringt, wo die materiellen Bedingungen ihrer Lösung schon vorhanden oder wenigstens im Prozeß ihres Werdens begriffen sind.“

### Klassenkampf als Motor gesellschaftlicher Entwicklung
Nach Marx ist jede historische Gesellschaftsform – außer der klassenlosen Urgesellschaft, von Friedrich Engels gelegentlich auch als „Urkommunismus“ oder „Kommunismus der Armut“ bezeichnet – von Klassenkämpfen geprägt:

„Die Geschichte aller bisherigen Gesellschaft ist die Geschichte von Klassenkämpfen. Freier und Sklave, Patrizier und Plebejer, Baron und Leibeigener, Zunftbürger und Gesell, kurz, Unterdrücker und Unterdrückte standen in stetem Gegensatz zueinander, führten einen ununterbrochenen, bald versteckten, bald offenen Kampf, einen Kampf, der jedesmal mit einer revolutionären Umgestaltung der ganzen Gesellschaft endete oder mit dem gemeinsamen Untergang der kämpfenden Klassen.“

Die Zugehörigkeit zu einer sozialen Klasse bestimmt sich für Marx dabei durch die Stellung im Produktionsprozess, insbesondere durch das Eigentum an Produktionsmitteln. Jede Klassengesellschaft sei dabei vom Gegensatz zweier Hauptklassen geprägt, die einander als Unterdrücker und Unterdrückte gegenüberstünden, wobei erstere als „herrschende Klasse“ die Gesellschaft entscheidend prägten. Seit der Auflösung der Urgesellschaft vollziehe sich die Entwicklung und stufenweise Ablösung der Gesellschaftsformationen durch den als zentralen Motor der sozialen Entwicklung angesehenen Klassenkampf: „Die Revolutionen sind die Lokomotiven der Geschichte.“
Insgesamt steht die marxistische Auffassung von Gesellschaft in der Hegelschen Tradition eines stufenförmigen Fortschrittsmodells der Geschichte. Gesellschaft ist demnach immer nur Gesellschaft auf einer bestimmten historischen Entwicklungsstufe. Im Gegensatz zu Hegel vollzieht sich diese Entwicklung für Marx aber nicht als abstrakte Bewegung des Weltgeists. Vielmehr entspringe sie aus den jeder Gesellschaftsformation immanenten Widersprüchen und Antagonismen. Als dialektischer Denker betont der vom Junghegelianismus geprägte Marx, dass diese Entwicklung in dialektischen Sprüngen verlaufe (siehe Dialektik bei Marx und Engels).
Für Joseph A. Schumpeter führt jede methodologische Fixierung auf einen reinen Typ von Gesellschaft zu dem Scheinproblem: wie aus einem Typ der andere entstehen könne.

„Sobald wir begreifen, daß reiner Feudalismus und reiner Kapitalismus beides unrealistische Geschöpfe unseres Geistes sind, stellt das Problem, was es war, das das eine in das andere verwandelte, kein Problem mehr dar.“

Rosa Luxemburg hat in Die Akkumulation des Kapitals herausgearbeitet, dass das Industriekapital zum Fortsetzen des Akkumulationsprozesses ständig neue Absatzmärkte außerhalb des bestehenden Klassensystems benötige und daher von Beginn seiner historischen Existenz an auf einen Landwirtschaftssektor und einen Weltmarkt mit Kolonialbesitz, also auf nicht-kapitalistische Sektoren, angewiesen ist.

### Wichtige Gesellschaftsformationen
Wichtige historische Gesellschaftsformationen sind nach Marx die klassenlose Urgesellschaft der frühen Stammesgesellschaften, die von Landwirtschaft und despotischer Herrschaft geprägte „asiatische Produktionsweise“, die Sklavenhaltergesellschaft der Antike, der Feudalismus des Mittelalters und die bürgerlich-kapitalistische Produktionsweise, die durch ihre Entwicklungstendenzen das Ende der Vorgeschichte der Menschheit einläute.
Im Kapitalismus wurde nach Marx das selbst erarbeitete Eigentum des unabhängigen Arbeitsindividuums historisch durch das kapitalistische Privateigentum ersetzt, welches auf der Ausbeutung fremder Arbeit beruhe. Mit der fortschreitenden Teilung der Arbeit, Entwicklung der Produktivkräfte und der wachsenden Ausbeutung erreiche die Konzentration der Produktionsmittel und die Konzentration der Arbeit einen Punkt, an dem sie mit ihrer kapitalistischen Hülle zunehmend unverträglich würden.
Im Zuge einer kommunistischen Revolution schließlich werde auf Grundlage der technischen Errungenschaften des kapitalistischen Zeitalters das Privateigentum durch „gesellschaftliches Eigentum“ bzw. Kollektiveigentum ersetzt. Solch eine Gesellschaft entwickle sich jedoch aus einer konkreten Gesellschaft heraus und sei daher zunächst „in jeder Beziehung, ökonomisch, sittlich, geistig, noch behaftet […] mit den Muttermalen der alten Gesellschaft.“ Dieses Stadium wurde unterschiedlich als Sozialismus, niedrig entwickelter Kommunismus oder Diktatur des Proletariats bezeichnet. Erst in einer höheren Stufe der Entwicklung könne sich die klassenlose Gesellschaft endgültig verwirklichen: 

„In einer höheren Phase der kommunistischen Gesellschaft, nachdem die knechtende Unterordnung der Individuen unter die Teilung der Arbeit, damit auch der Gegensatz geistiger und körperlicher Arbeit verschwunden ist; nachdem die Arbeit nicht nur Mittel zum Leben, sondern selbst das erste Lebensbedürfnis geworden; nachdem mit der allseitigen Entwicklung der Individuen auch ihre Produktivkräfte gewachsen und alle Springquellen des genossenschaftlichen Reichtums voller fließen – erst dann kann der enge bürgerliche Rechtshorizont ganz überschritten werden und die Gesellschaft auf ihre Fahne schreiben: Jeder nach seinen Fähigkeiten, jedem nach seinen Bedürfnissen!“

Lenin prägte den Begriff des Imperialismus als höchstes und letztes Stadium des Kapitalismus und Vorabend der sozialistischen Revolution. Der Imperialismus sei im Unterschied zum Kapitalismus der freien Konkurrenz unter anderem von der Bildung von Monopolen, der Verschmelzung von Bank- und Industriekapital zum Finanzkapital sowie vom Vorrang des Kapitalexports gegenüber dem Warenexport geprägt. Der Imperialismus ist – ebenso wie der Faschismus – keine eigene Gesellschaftsformation, sondern wird im Marxismus als Teil der kapitalistischen Produktionsweise behandelt.
Die historischen Versuche des Aufbaus einer sozialistischen Gesellschaft insbesondere im europäischen Ostblock werden meist als Realsozialismus, von manchen Kritikern auch als Staatskapitalismus bezeichnet.

## Andere Theorien
In nicht-marxistischen Theorien wird anstelle von „Gesellschaftsformation“ oder „Gesellschaftsform“ häufiger der Begriff „Gesellschaftssystem“ gebraucht. Auch die einzelnen Bezeichnungen variieren von Theoriegebäude zu Theoriegebäude (so spricht man etwa anstatt von „bürgerlicher Gesellschaft“ oder „Kapitalismus“ eher von „Demokratie“), die Idee einer Stufenfolge der Gesellschaftssysteme, die auf Hegel zurückgeht, ist jedoch in fast allen Denkschulen anzutreffen. Auch sie wird freilich von manchen, insbesondere im Umfeld des Strukturalismus und Poststrukturalismus, als ethnozentrisch kritisiert. 
In der soziologischen Systemtheorie ist von „sozialen Systemen“ die Rede, bei denen jedoch im Gegensatz zum Begriff der Gesellschaftsform keine historische Ablösung verschiedener Systeme stattfindet, sondern nur die evolutionäre Fortentwicklung „eines“ sozialen Systems durch zunehmende funktionale Differenzierung.
Im Nationalsozialismus gab es neben der aggressiven, vulgär-populistischen Propaganda auch theoretisierende Erklärungen der Gesellschaftslehre bzw. Gesellschaftsbildung. Danach unterschieden sie „Gesellschaftsformationen“ als natürlich gewachsene Gemeinschaften und als künstlich gebildete Gesellschaften. Rassen und Völker seien geschichtsbildende Einheiten der Menschheit. Der „nationalsozialistischen Lehre“ lagen die Volksforschung, Rassenkunde und die Volkskunde zugrunde. Danach definierte sich eine Volksgemeinschaft als die auf blutmäßiger Verbundenheit, gemeinsamen Schicksal und gemeinsamen, politischen Glauben beruhende Lebensgemeinschaft eines Volkes, der Klassen- und Standesgegensätze wesensfremd seien.